# Leiobunum tohokuense
Leiobunum tohokuense is een hooiwagen uit de familie Sclerosomatidae.